# Клодава (Любуське воєводство)
Клодава (пол. Kłodawa) — село в Польщі, у гміні Клодава Ґожовського повіту Любуського воєводства.
Населення — 2424 особи (2011).
У 1975-1998 роках село належало до Гожовського воєводства.

## Демографія
Демографічна структура станом на 31 березня 2011 року:
|          | Загалом | Допрацездатний вік | Працездатний вік | Постпрацездатний вік |
| -------- | ------- | ------------------ | ---------------- | -------------------- |
| Чоловіки | 1194    | 310                | 827              | 57                   |
| Жінки    | 1230    | 285                | 797              | 148                  |
| Разом    | 2424    | 595                | 1624             | 205                  |